# ساشا مونته‌نگرو
ساشا مونته‌نگرو (انگلیسی: Sasha Montenegro) (۲۰ ژانویهٔ ۱۹۴۶ – ۱۴ فوریهٔ ۲۰۲۴) بازیگر سینما و بازیگر تلویزیون اهل مکزیک بود. وی بیوه خوزه لوپز پورتیو رئیس‌جمهور پیشین مکزیک می باشد.